# La cittadella scarlatta
La cittadella scarlatta o La rocca scarlatta (The Scarlet Citadel) è un racconto fantasy del 1933 di Robert Ervin Howard, il secondo del ciclo di Conan il barbaro dopo La fenice sulla lama. 

## Trama
La vicenda si svolge nel periodo durante il quale Conan è sovrano di Aquilonia, dopo aver strangolato il precedente re, Numedide, sul trono. Tratto con l'inganno a staccarsi dalla patria, con solo cinquemila uomini, Conan si ritrova nel regno di Koth, dove re Strabone e re Amalrus lo sorprendono, tendendo un'imboscata a lui ed al suo esercito. In seguito solo Conan resterà vivo, ma invece di venir ucciso dai due sovrani e dai loro uomini l'oscuro mago Tsotha-lanti, vero sovrano del Koth, lo cattura portandolo nella sua torre scarlatta. Qui il re di Aquilonia si rifiuta di cedere il regno a Strabone, e perciò Tsotha lo rinchiude nelle segrete del castello, un luogo oscuro attraversato da buie gallerie.
Mentre il mago, Strabone e Amalrus si dirigono verso Shamar, città aquiloniana di confine, con l'intento di invaderla, Conan riesce a liberarsi dalle catene grazie ad un mazzo di chiavi sottratte ad una guardia, che era venuta per ucciderlo. Ma non vi è modo per scappare dai sotterranei, poiché uno strano meccanismo apre l'unica porta. Costretto a vagare per gli innumerevoli corridoi viscidi del luogo, il cimmero scopre presto che quel posto è in realtà colmo di mostri, allevati lì da Tsotha-lanti in persona. Dopo un lungo girovagare alla cieca, tra spettri invisibili ed esseri gelatinosi, senza contare un immenso serpente, Conan trova un uomo immobilizzato da una pianta demoniaca. Una volta liberato l'uomo rivela di essere Pelias, mago nemico di Tsotha, che era stato rinchiuso là dal rivale dieci anni prima. Grazie ai poteri del mago i due fuggono dalle segrete e Conan apprende che l'assedio a Shamar è cominciato e che la notizia, falsa, della sua morte ha attraversato Aquilonia.
Ora sul trono siede Arpello di Pellia, e il barbaro teme di non poter mai giungere nel suo regno in tempo per salvarlo. Ma Pelias, evocata dai cieli una creatura alata simile ad una aquila, fa in modo che il re raggiunga Tarantia, la capitale di Aquilonia. Dopo poche ore Conan, una volta ucciso Arpello, raduna un esercito rapidamente e raggiunge Shamar, dove Strabone e Amalrus tentano un'invasione. La guerra si risolve con la vittoria di Conan. Anche Pelias il mago giunge sul campo di battaglia, dove, tramutato in aquila, sconfigge Tsotha-lanti una volta per tutte.

## Curiosità
La cittadella scarlatta è il secondo racconto del ciclo di Conan il barbaro, ma il primo scritto effettivamente con Conan protagonista dato che il primo, La fenice sulla lama è una riscrittura di un racconto che aveva inizialmente per protagonista Kull di Valusia.

## Storia editoriale
- La cittadella scarlatta fu pubblicato per la prima volta su Weird Tales a gennaio 1933[1].
- Il racconto fu adattato per il quinto volume  della collana a fumetti Conan le Cimmérien, edito da Glenat pubblicato nel  marzo 2019 con il titolo di La Citadelle écarlate, sceneggiatura di Luc Brunschwig e disegni di Etienne Le Roux[2].